# 上海赛更达足球俱乐部
上海赛更达足球俱乐部，又称上海橘橙足球队，简称上海赛更达或上海橘橙，是位于上海的一家足球俱乐部，2020年1月9日由朱骏投资成立。
据朱骏本人解释，俱乐部名称“赛更达”是Second（第二）的音译。意指比赛第二，同时暗示作为业余俱乐部友谊第一。而队徽上的英文名为“NI LIN FOOTBALL CLUB”。
上海赛更达成立后，参加上海地区联赛，一路升级并在2022年夺得上海市足球超级联赛A组冠军，获得2023年中国足球协会会员协会冠军联赛参赛资格。朱骏也随队出战了2023年中冠联赛。
2024年，球队顺利通过足协杯资格赛进入正赛，在第一轮对阵南宁东方聚鼎时，球员兼球队投资者朱骏打破了中国足协杯最大龄进球队员纪录，并一路打进第2轮，1:1战平中乙球队赣州瑞狮定南旅投，点球大战不敌对手。同年中冠联赛上仍然仅收获日照赛区第4名，未能进入下一阶段。

## 荣誉
- 上海市足球甲级联赛 冠军：2020
- 上海市足球超级联赛B组 冠军：2021
- 上海市足球超级联赛A组 冠军：2022